# آرتسیا (آریزونا)
آرتسیا (به انگلیسی: Artesia) یک منطقهٔ مسکونی در ایالات متحده آمریکا است که در آریزونا واقع شده‌است. آرتسیا ۹۹۷ متر بالاتر از سطح دریا واقع شده‌است.